# Бурханийе (квартал)
Бурханийе (на турски: Burhaniye) е квартал в район Юскюдар в азиатската част на Истанбул, Турция. Бурханийе е предимно жилищен квартал с малко исторически къщи и сгради. Граничи на север с Бейлербей и Кюплюдже, на изток с Късъклъ, на юг с Кючюкчамлъджа и на запад с Алтунизаде и Кузгунджук. Покрай западната граница на квартала минава магистрала Otoyol 1 O-1.
Кварталът е заселен от бежанци от Априлското въстание през 1876 г. в България и е известен първо като Мухаджир Кьою (Бежанско село). Кварталът носи сегашното си име от джамията Бурханийе, построена през 1902 г. от султан Абдул Хамид II за неговия син Бурханетин Ефенди.
В допълнение към джамията Бурханийе, джамиите в квартала включват джамията Oузхан, джамията Aкабе и джамията Полис Евлери.
Училищата в квартала включват начално училище Бурханийе, начално училище Нурсен Фуат Йоздайъ и кампусът Бейлербей на частното основно училище SEV.
Други важни квартални институции включват немската болница Чамлъджа.